# Abrabra bura
Abrabra bura là một loài côn trùng thuộc họ Rầy xanh được Irena Dworakowska mô tả năm 1976.